# Aloe mitraeformis
Aloe mitraeformis é uma espécie de liliopsida do gênero Aloe, pertencente à família Asphodelaceae.